# Palazzo Carafa di Nocera

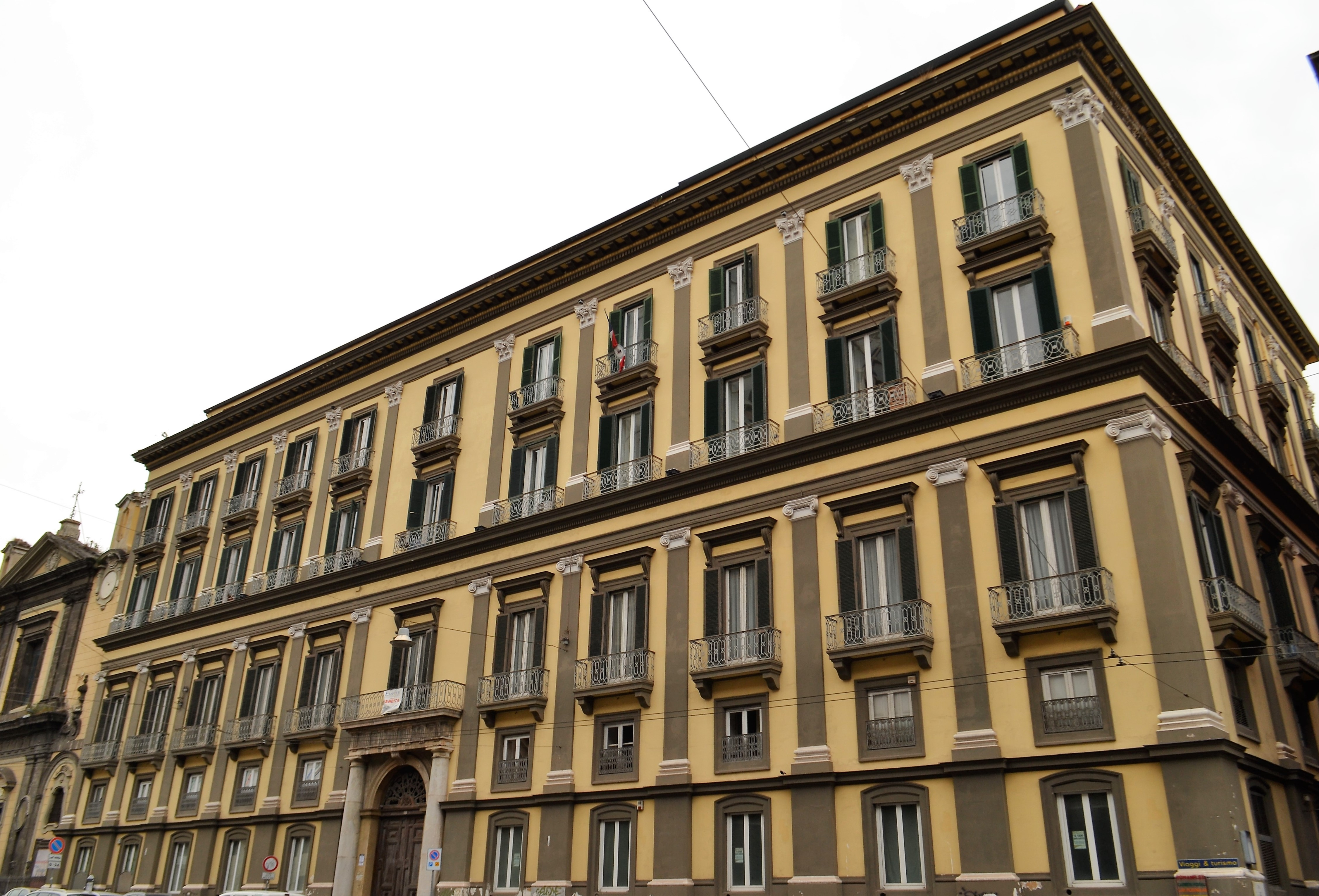
Palazzo Carafa di Nocera in Neapel

Der Palazzo Carafa di Nocera (auch Palazzo Falanga e Montuori) ist ein Palast aus dem 16. Jahrhundert im Viertel San Giuseppe von Neapel in der italienischen Region Kampanien. Er liegt an der Via Medina, 5.

## Geschichte
In der ersten Hälfte des 16. Jahrhunderts ließ Ferdinand II. Carafa, Herzog von Nocera, den Palast errichten. Mit der Projektierung beauftragte er einen der bedeutendsten Architekten der Stadt: Gabriele d’Agnolo.
Ende des 17. Jahrhunderts fiel das Gebäude an die Familie Caracciolo di Villa. Sie ließ es erweitern, indem andere Gebäude integriert wurden, z. B. ein Palast der Familie Di Costanzo. Nach einer Zeit des Niedergangs nahm die Polizeipräfektur im Jahre 1806, als die Franzosen kamen, dort ihren Sitz. Diese blieb dort, bis der Palazzo San Giacomo, der neue Sitz der staatlichen Ministerien, fertiggestellt war.
Später wurde der Palast von den Kaufmannsfamilien Falanga und Montuori erworben, die den Architekten De Leva mit dessen Restaurierung beauftragten. Dieser beseitigte alle Spuren der Renaissance an dem Gebäude.

## Beschreibung
Die Fassade des Gebäudes ist über einem hohen Sockel einige Stockwerke hoch, einschließlich einer Erhöhung aus dem späten 19. Jahrhundert. Vom Innenhof aus führt die elegante und imposante Treppe nach oben.